# Колесування

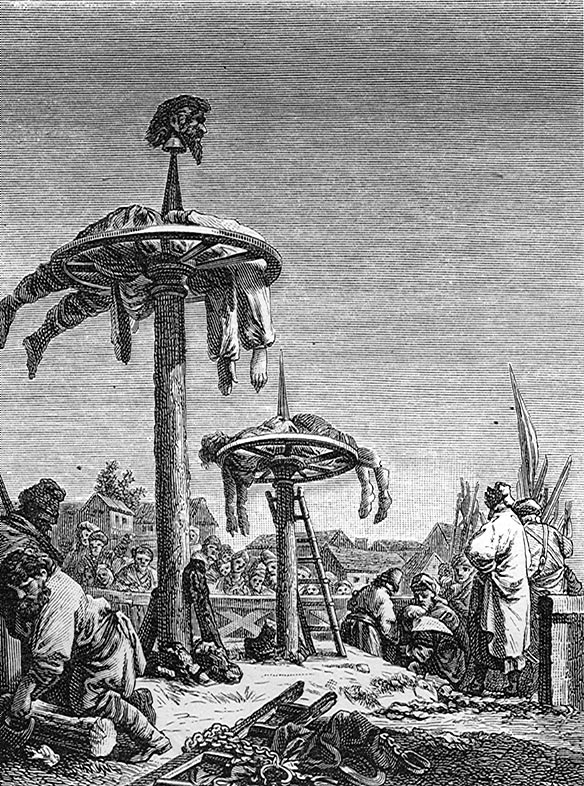
Страта колесуванням, яку застосовували до козаків і мешканців Батурина. Гравюра часів Петра І

Колесува́ння — поширений в Античності і Середньовіччя вид смертної кари.

## Історія
Колесування застосовувалося ще в Стародавньому Римі. У Середні століття і на початку Нового часу було поширене в Європі, особливо в Німеччині і у Франції. У Росії цей вид страти відомий з XVII століття, але колесування стало регулярно застосовуватися лише за Петра I, отримавши законодавче затвердження у Військовому Статуті. Колесування перестало застосовуватися лише в XIX столітті.

## Спосіб виконання
Засудженому до колесування залізним ломом або колесом ламали всі великі кістки тіла, потім його прив'язували до великого колеса, і встановлювали колесо на жердину. Засуджений опинявся горілиць, дивлячись на небо, і помирав від шоку і зневоднення, часто досить довго. Страждання вмираючого погіршували птахи, що його клювали. Іноді замість колеса використовували просто дерев'яну раму або хрест з колод.

## У літературі
Професор О. Кістяківський у XIX столітті так описав процес колесування, що застосовували в Росії:

До ешафоту прив'язували в горизонтальному стані андріївський хрест, зроблений із двох колод. На кожній із гілок цього хреста робили дві виїмки, відстанню одна від одної на один фут. На цьому хресті розтягували злочинця так, щоб обличчям він був обернений до неба; кожен край його лежав на одній із гілок хреста і в кожному місці кожного зчленування він був прив'язаний до хреста. Потім кат, озброєний залізним чотирикутним ломом, завдавав ударів у частину члена між зчленуванням, яка якраз лежала над виїмкою. Цим способом ламав кістки кожного члена у двох місцях. Операція закінчувалася двома або трьома ударами по животу і переломом станового хребта. Розламаного таким чином злочинця клали на горизонтально поставлене колесо так, щоби п'яти сходилися із задньою частиною голови, і залишали його в такому положенні вмирати.